# Temešská skála
Temešská skála (910 m n. m.) je vrch Malé Magury, geomorfologického podcelku Strážovských vrchů. Nachází se v okrese Prievidza nad obcí Temeš, na kterou je z vrcholu výborný výhled.

## Chráněné území
Temešská skála byla v letech 1986–2021 chráněna jako přírodní rezervace v katastrálních územích obcí Temeš a Čavoj v okrese Prievidza. Ke dni 1. června 2021 byla přírodní rezervace zrušena a nahrazena chráněným areálem Temešská skála.

## Přístup
Ze vsi Temeš vede na vrchol odbočka ze žlutě značené turistické trasy.